# 랜디 스톤
랜디 스톤(Randy Stone, 1958년 8월 26일 ~ 2007년 2월 12일)은 미국의 배우, 영화 제작자, 캐스팅 감독이다.
베벌리힐스에서 사망하였다.

## 작품 목록

### 영화
- 꼬마 천재 테이트 (1991) - 총제작
- Trevor (1994) - 제작 (단편)
- 홈 포 더 할리데이 (1995) - 출연
- 파이널 데스티네이션 (2000) - 출연
- A Little Thing Called Murder (2006) - 총제작, 미출연